# Daddy DJ (singel Crazy Froga)
Daddy DJ – singel Crazy Froga wydany 27 lipca 2009 roku. Muzyka została wzięta z singla Basshuntera "All I Ever Wanted", tekst pochodzi z singla duetu Daddy DJ "Daddy DJ".
Singel był notowany przez dwadzieścia siedem tygodni na francuskiej liście przebojów Top 100 Singles osiągnął czwarte miejsce.

## Lista utworów
- CD maxi-singel (27 lipca 2009)[1]

1. "Daddy DJ" (Crazy Frog Video Mix) – 2:54
2. "Daddy DJ" (Laurent H Crazy Vox Remix) – 5:39

Video. "Daddy DJ" – 2:51

## Notowania na listach przebojów
| Kraj    | Lista (2009/2010/2011) | Najwyższa pozycja |
| ------- | ---------------------- | ----------------- |
| Francja | Top 100 Singles        | 4                 |